# Irina Petrescu
Irina Petrescu (Bukarest, 1941. június 19. – Bukarest, 2013. március 19.) román színésznő. Számos filmes, televíziós, színházi, rádiós és szinkronszerepben játszott. 1959 és 2010 között összesen 29 filmben szerepelt. A 6. Moszkvai Nemzetközi Filmfesztiválon elnyerte a legjobb színésznő díját a Răutăciosul adolescent című 1969-es filmben nyújtott alakításáért.

## Filmográfia
- Tűz a Dunán (1959)
- Nu vreau să mă însor (1960)
- Az orvos felesége (1961)
- Pași spre lună (1963)
- Butaságom története (1965)
- Străinul (1964)
- De-aș fi... Harap Alb (1965)
- Duminică la ora 6 (1965)
- Diminețile unui băiat cuminte (1967)
- Șeful sectorului suflete (1967)
- Răutăciosul adolescent (1969)
- Facerea lumii (1971)
- Stejar – extremă urgență (1974)
- Dincolo de pod (1975)
- Prin cenușa imperiului (1976)
- Acțiunea „Autobuzul” (1978)
- Castelul din Carpați (1981)
- Singur de cart (1983)
- Imposibila iubire (1983)
- O lumină la etajul zece (1984)
- Al patrulea gard, lângă debarcader (1984)
- Cîntec în zori (1988)
- Cei care plătesc cu viața (1991)
- Hotel de lux (1992)
- Domnișoara Christina (1996)
- A HR manager (2010)